# Gęś łabędzionosa
Gęś łabędzionosa, inne nazwy: gęś łabędziowa, gęś garbonosa, gęś chińska, gęś gwinejska, gęś trąbiąca, suchonos (Anser cygnoides) – gatunek dużego, wędrownego ptaka wodnego z rodziny kaczkowatych (Anatidae), zamieszkujący Mongolię, wschodnią Rosję i północne Chiny. Zimuje głównie na południu i wschodzie Chin, gdzie też została udomowiona ok. X w. p.n.e., dając początek chińskiej gęsi domowej, powszechnie hodowanej w krajach azjatyckich i w Rosji.

## Systematyka
Gatunek ten po raz pierwszy zgodnie z zasadami nazewnictwa binominalnego opisał w 1758 roku szwedzki przyrodnik Karol Linneusz w 10. wydaniu Systema Naturae. Autor nadał mu nazwę Anas Cygnoid, a jako miejsce typowe wskazał Azję.
Nie wyróżnia się podgatunków.

## Charakterystyka

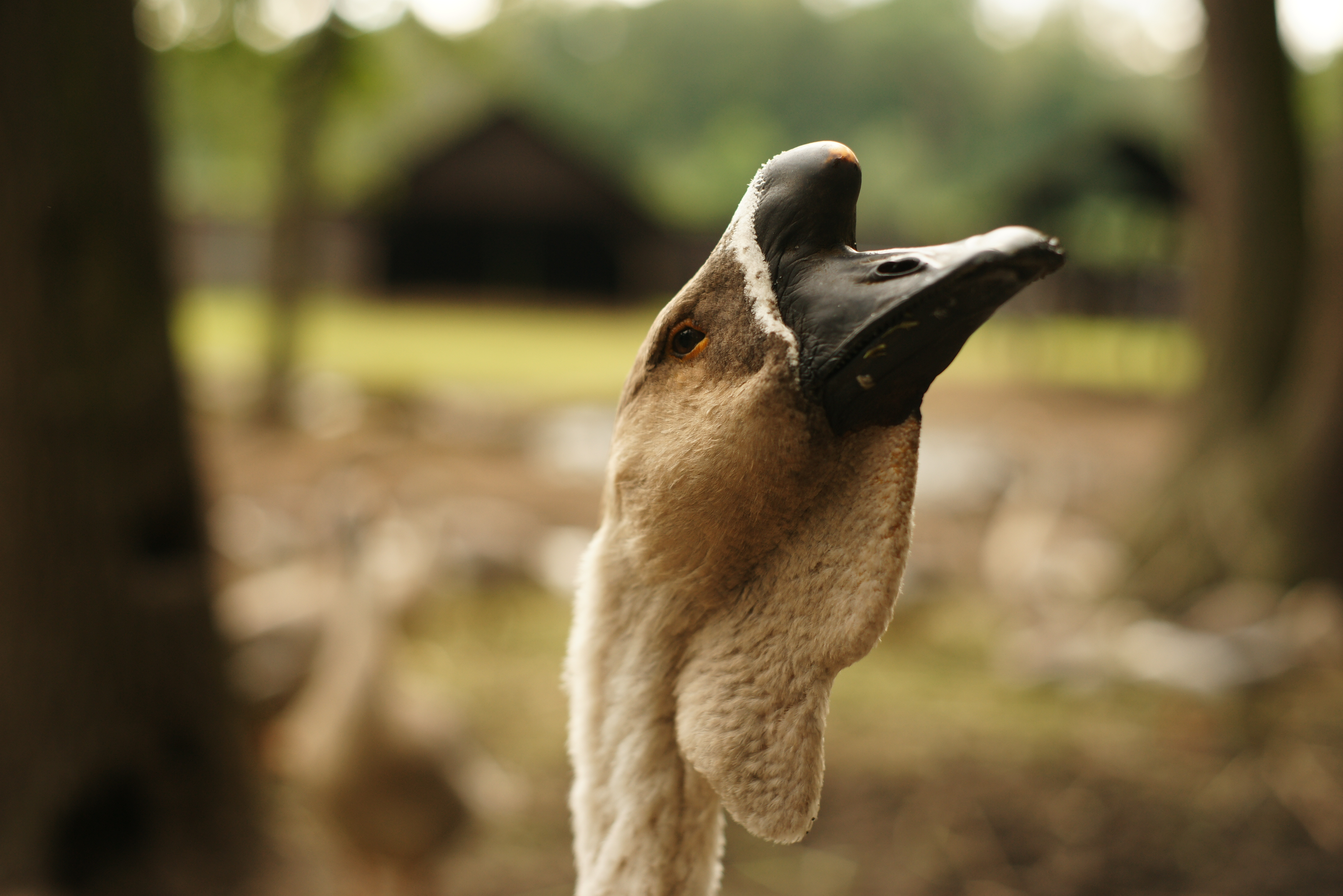
Głowa samca gęsi łabędzionosej z charakterystyczną naroślą na dziobie

Wygląd zewnętrznyObie płci ubarwione podobnie, ale samiec jest nieco większy. Upierzenie z wierzchu brązowo-szaro-gliniaste, od spodu biało-gliniaste. Szyja dosyć długa o biało-gliniastych bokach i kasztanowo-brązowym wierzchu. Kuper biały. Dziób stosunkowo długi, całkowicie czarny z niebieskim połyskiem. Forma udomowiona ma charakterystyczną narośl-guz na czole u nasady dzioba podobnie jak u łabędzia – stąd nazwa gatunku. Nogi pomarańczowe. Oczy brązowe. Niektóre rasy hodowlane mają całkowicie białe lub łaciate (siodłate) upierzenie i pomarańczowy dziób wraz z naroślą-guzem na czole oraz niebieskie oczy.
Rozmiarydługość ciała: ok. 85–95 cm 
rozpiętość skrzydeł: ok. 150 cm
Masa ciałaok. 3–4 kg
ZachowanieRzadko pływa. Poza sezonem lęgowym tworzy niewielkie stada.

## Środowisko
Stepy i górskie doliny. Gniazduje w pobliżu terenów wilgotnych.

## Pożywienie
Trawa, turzyca, a także koniczyna i liście mniszka lekarskiego.

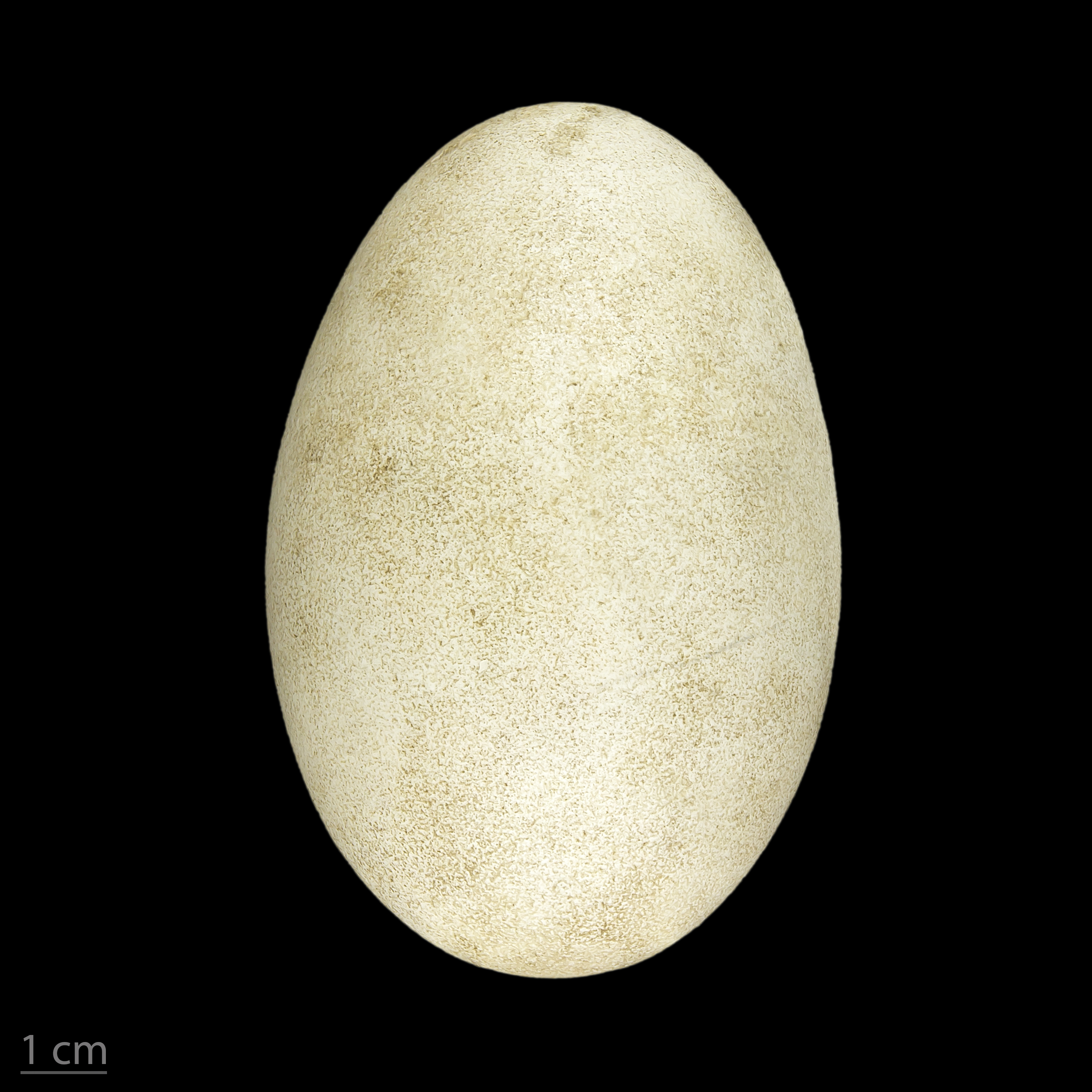
Jajo z kolekcji muzealnej

## Lęgi
GniazdoWprost na ziemi. Składa się z drobnych gałązek, słomy, siana, trawy, piór i ziemi.
JajaSamica składa 5–10 jaj.
WysiadywanieTrwa 28–30 dni, wysiaduje tylko samica.
Opieka nad pisklętamiW warunkach naturalnych po wykluciu się piskląt ptaki często gromadzą się w większe grupy i społecznie opiekują się młodzieżą. Gęsięta są z wierzchu oliwkowo-szare, a od spodu cytrynowożółte. Wśród ras hodowlanych nie wszystkie samice posiadają instynkt wysiadywania jaj i wodzenia piskląt.

## Status i ochrona
Międzynarodowa Unia Ochrony Przyrody (IUCN) uznaje gęś łabędzionosą za gatunek zagrożony wyginięciem (EN – Endangered). Liczebność populacji szacowana jest na 36 000 – 43 500 dorosłych osobników. Ptak ten w naturze zmniejsza swoją liczebność ze względu na susze skutkujące mniejszym sukcesem lęgowym, przekształcanie środowiska naturalnego, pożary traw oraz polowania.